# Nemška vas na Blokah
Nemška vas na Blokah este o localitate din comuna Bloke, Slovenia, cu o populație de 43 de locuitori.